# Río Gbage
El río Gbage, también conocido como Ba, Gba,  es un arroyo o pequeña corriente fluvial que se encuentra en el condado de Gran Bassa, Liberia. Nace a pocos kilómetros de la costa, en  Bapakwali. Fluye casi paralelo a la línea de costa hasta desaguar en el estuario que forma con el río Farmingtong, el río Junk y el Océano Atlántico.
La elevación estimada del terreno sobre el nivel del mar es de 21 metros.
En sus orillas se encuentra Monkey Island, refugio de una población de chimpancés. Estos animales eran utilizados por el laboratorio de pruebas de virus (Vilab) establecido por el Centro de Sangre de Nueva York (NYBC) en Liberia en 1974 y posteriormente abandonados a su suerte en la isla.  A 2018 tenían una población cercana a los 60 individuos que sufren las secuelas de diversos virus experimentales y su  transmisión.